# Marienplatz (Schwerin)

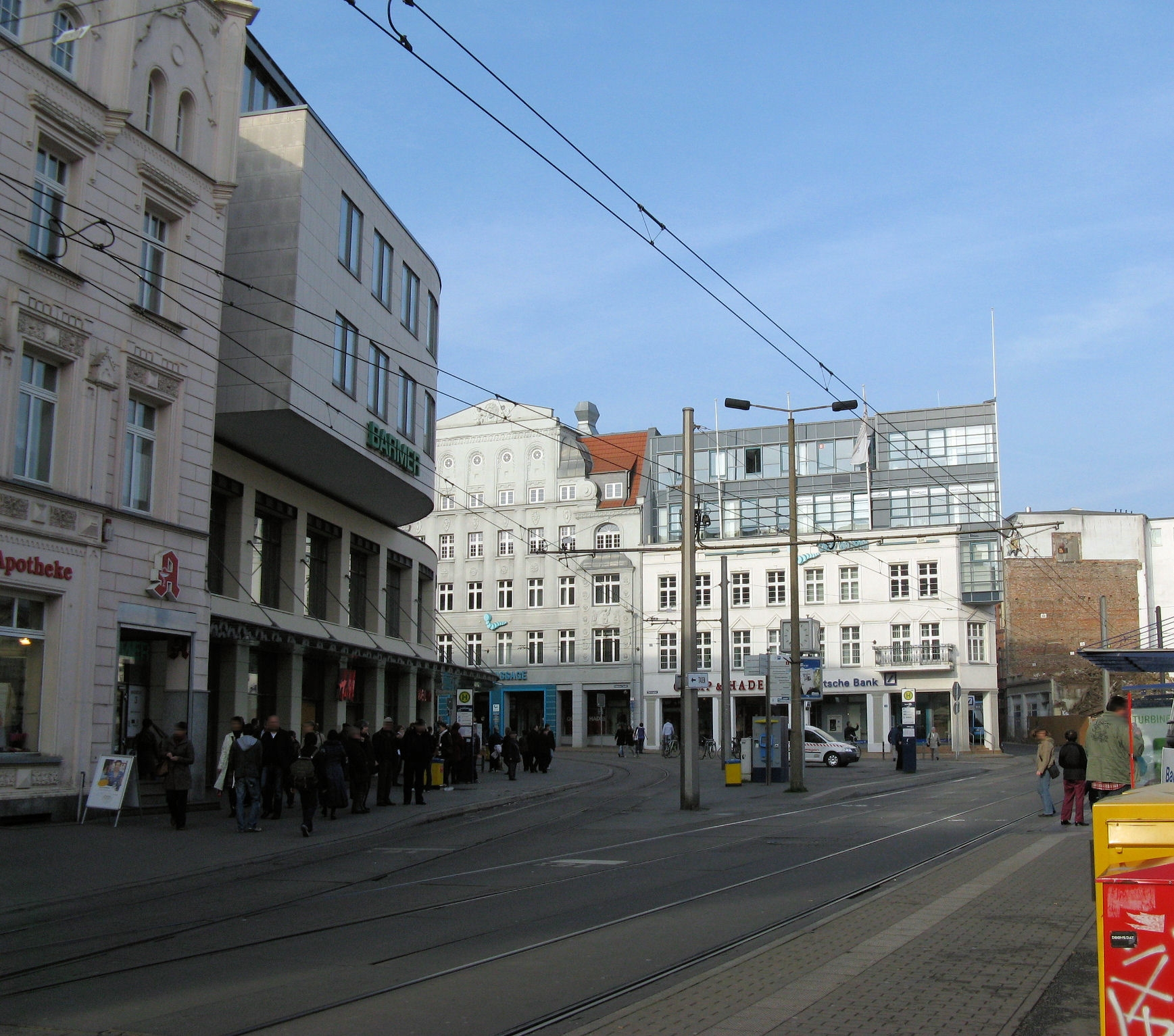
Marienplatz von der Südseite (2008)

Der Marienplatz in der mecklenburg-vorpommerschen Landeshauptstadt Schwerin ist ein historischer, dreieckiger Platz und ein Verkehrsknotenpunkt des städtischen Nahverkehrs. Benannt ist er nach der Schwester Marie des damaligen Großherzogs Paul Friedrich.

## Lage und Verkehrsanbindung

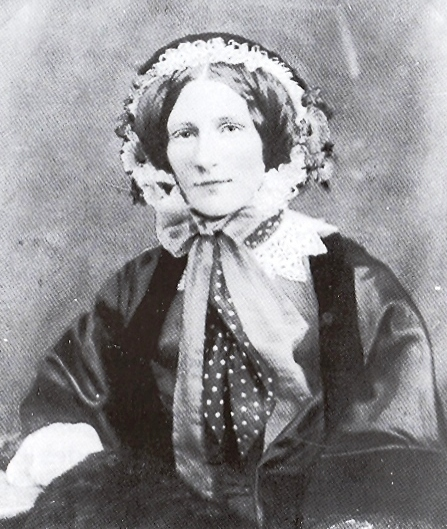
Marie von Mecklenburg-Schwerin

Der Marienplatz liegt in der Schweriner Altstadt 240 Meter südwestlich des Pfaffenteiches. In den Marienplatz münden im Uhrzeigersinn von Norden beginnend die Wismarsche Straße, Helenenstraße, Schloßstraße, Goethestraße und Lübecker Straße.
Als Nahverkehrsknotenpunkt wird der Marienplatz von drei der vier (Linie 1,2 und 4) Straßenbahn- und sieben der 14 Buslinien (Linie 5, 7, 8, 10, 12, 14, 19) des Schweriner Nahverkehrs angefahren. An der 320 Meter westlich verlaufenden Bahnstrecke halten Züge des Personennahverkehrs am Haltepunkt Schwerin-Mitte.

## Namen
Historische Namen des Platzes, der anfangs nur Die Vorstadt war, sind Kuhhof, Platz vor dem Armenfriedhof und Platz vor dem Mühlentor. Später wurde er nach Marie zu Mecklenburg, die von 1803 bis 1862 lebte und durch Heirat seit 1848 Herzogin von Sachsen-Altenburg war, benannt. Auf einer Karte von 1939 findet sich die Bezeichnung Adolf-Hitler-Platz. Von 1950 bis 1990 hieß der innerstädtische Ort Leninplatz.

## Geschichte

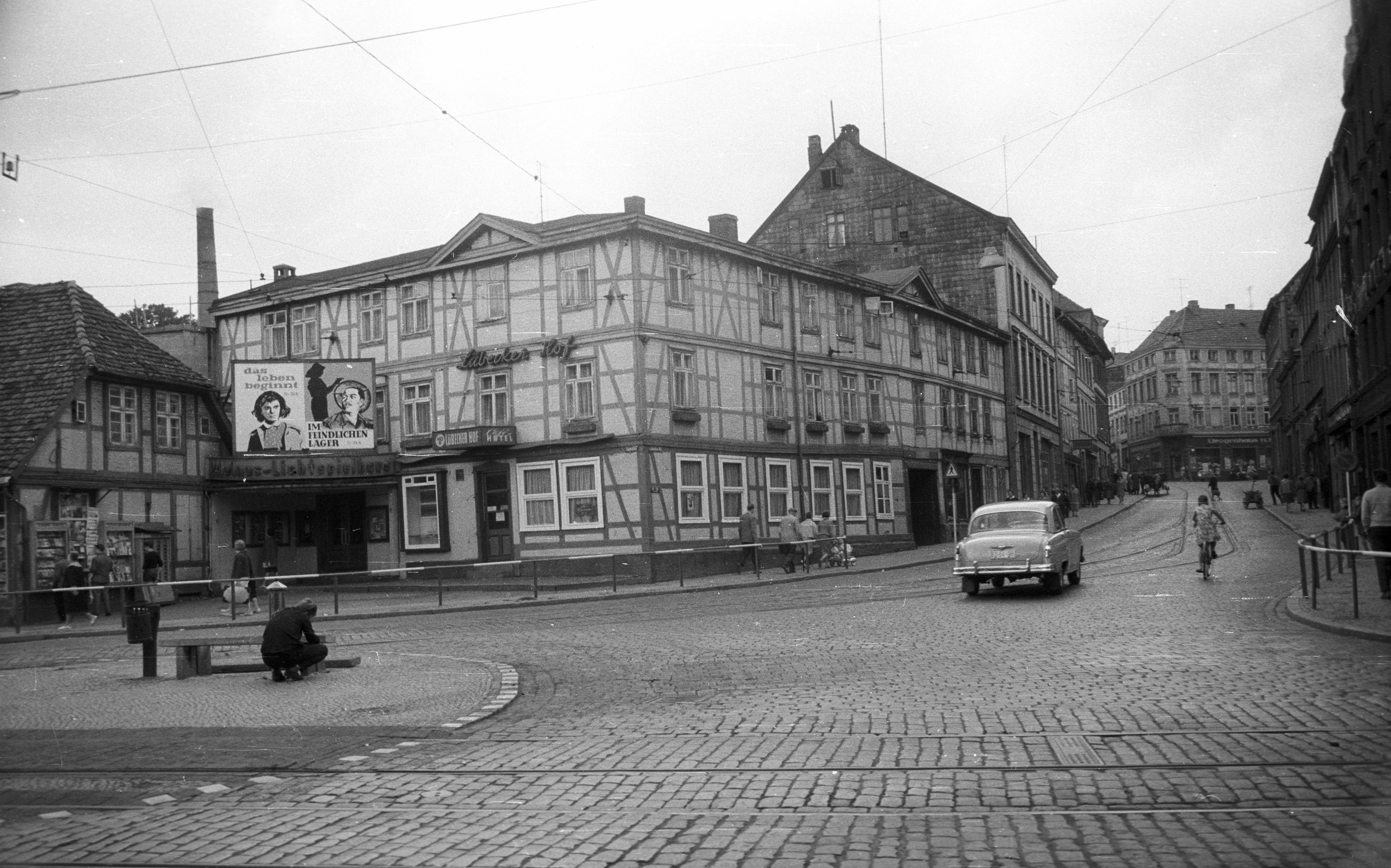
Hotel Lübecker Hof und Lichtspielhaus (1962)

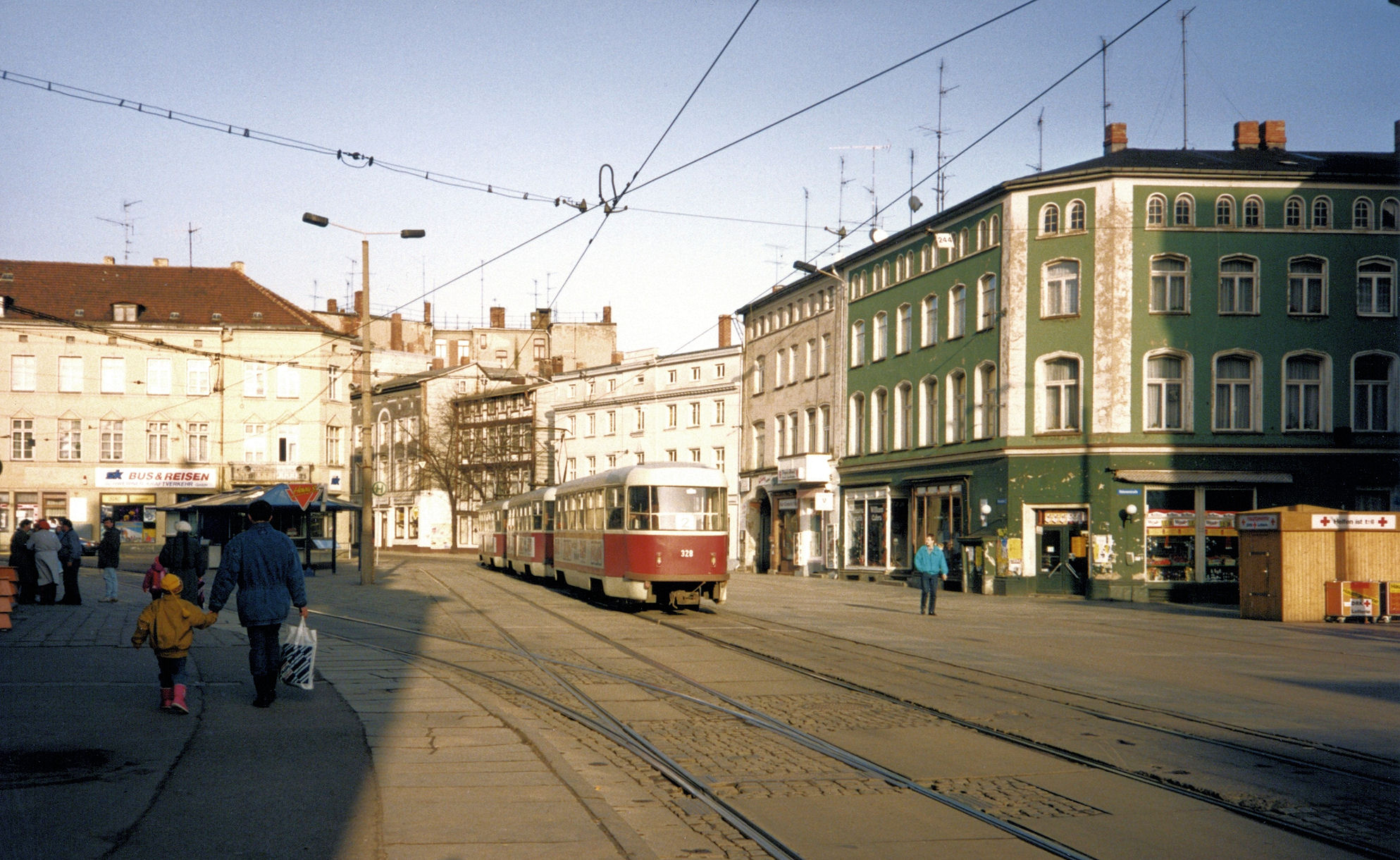
Blick nach Norden (1991)

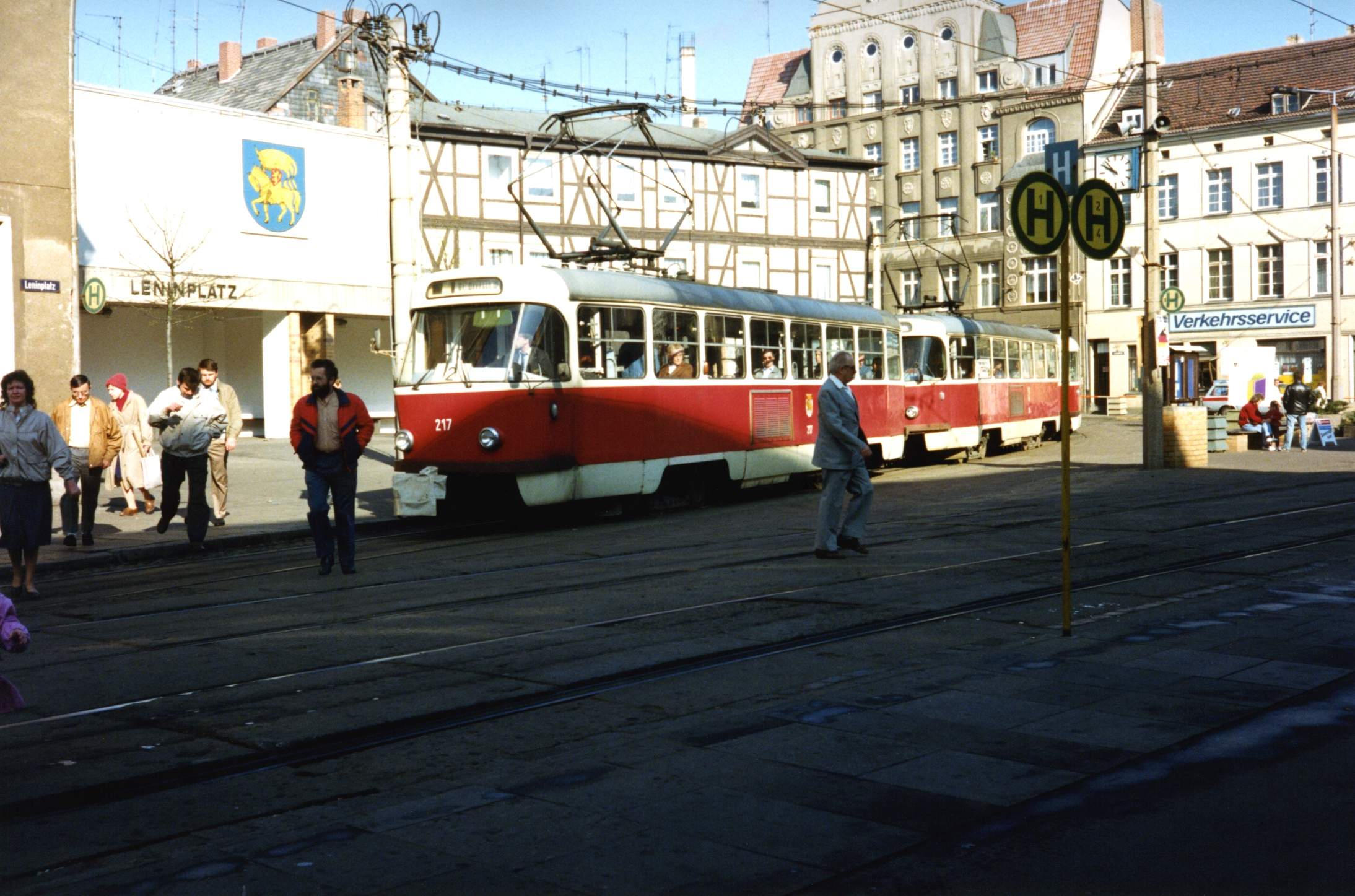
Blick nach Westen (1990)

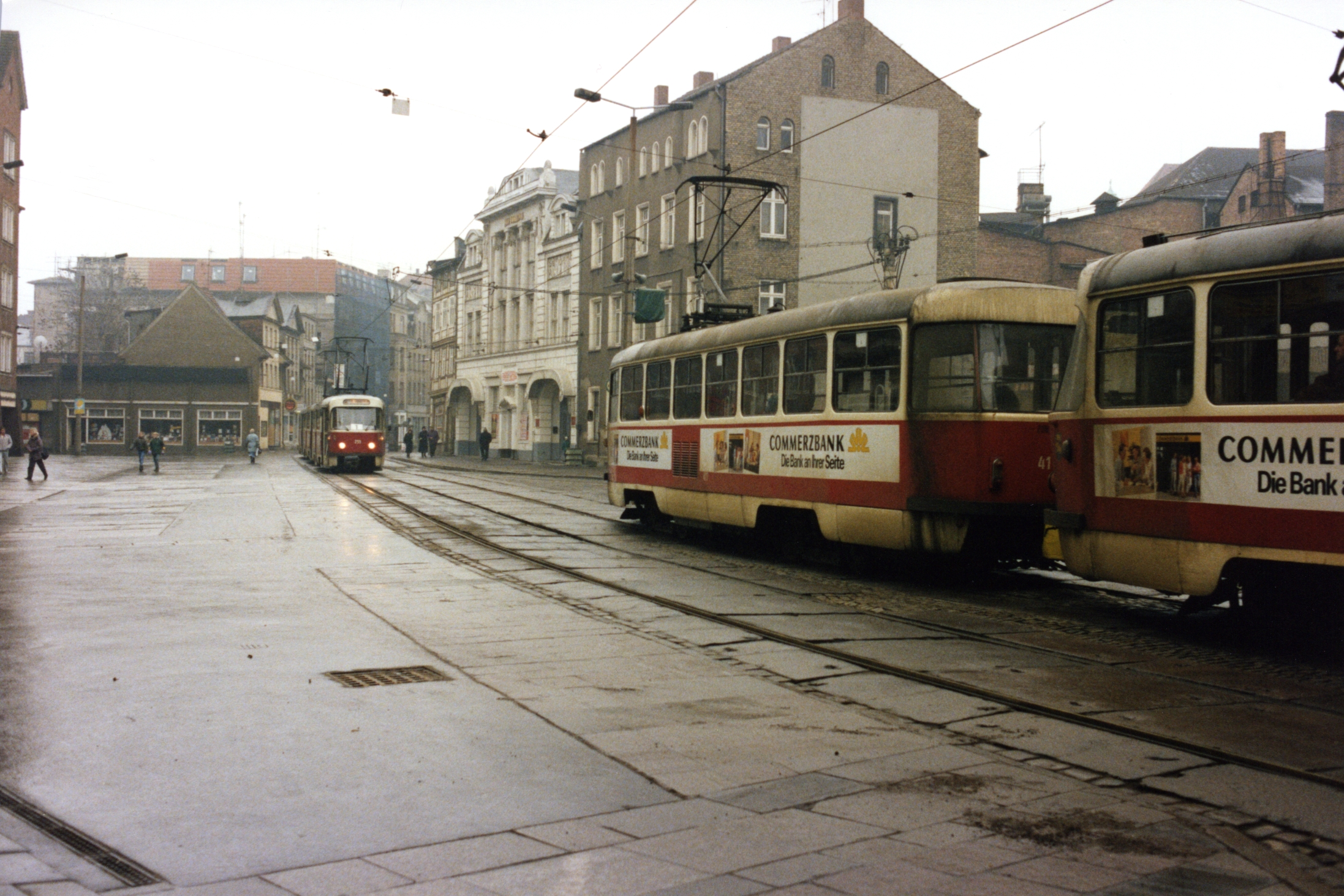
Blick nach Süden (1990)

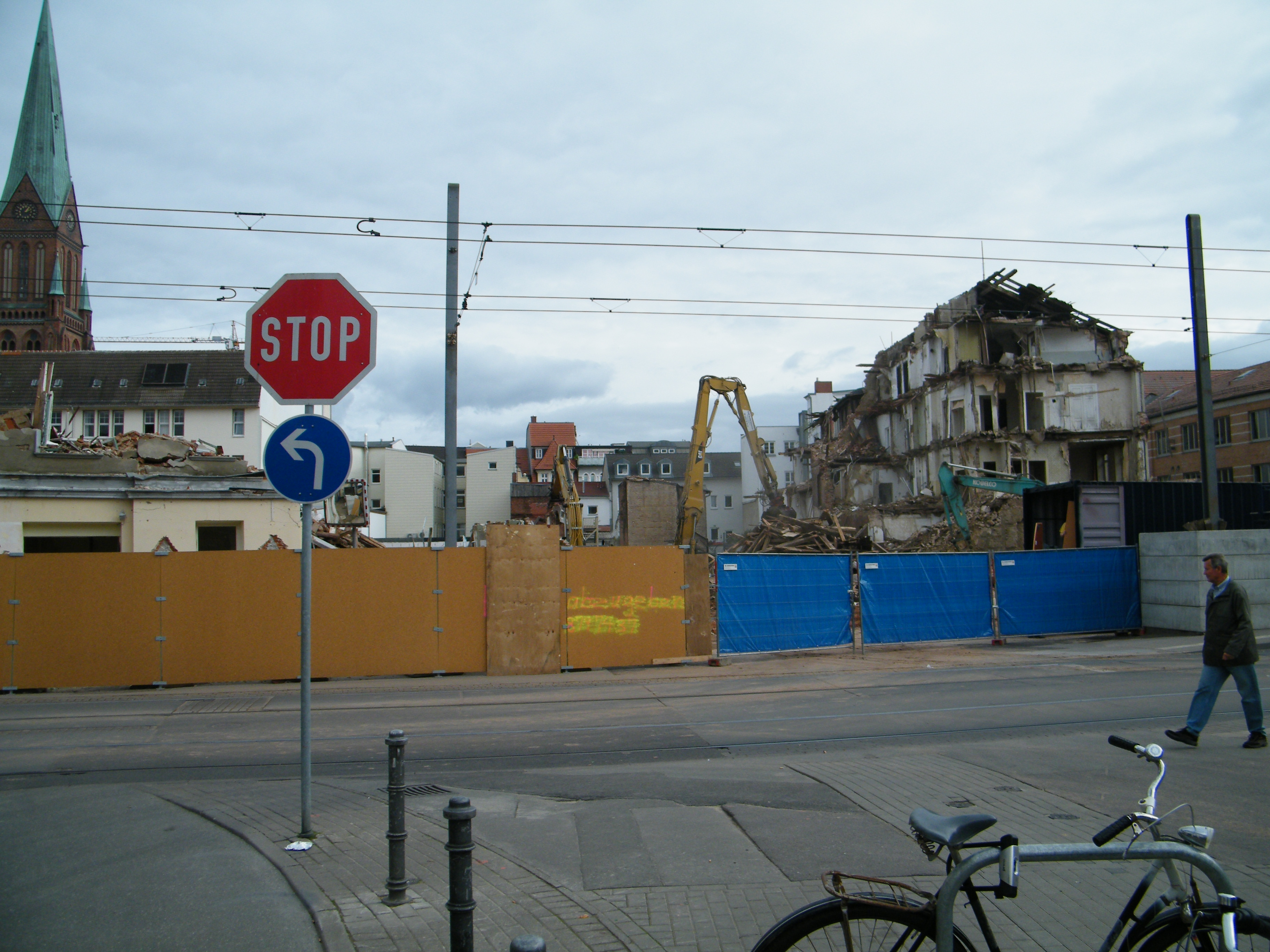
Abrissarbeiten an der Stelle der zu errichtenden Marienplatz-Galerie (2008)

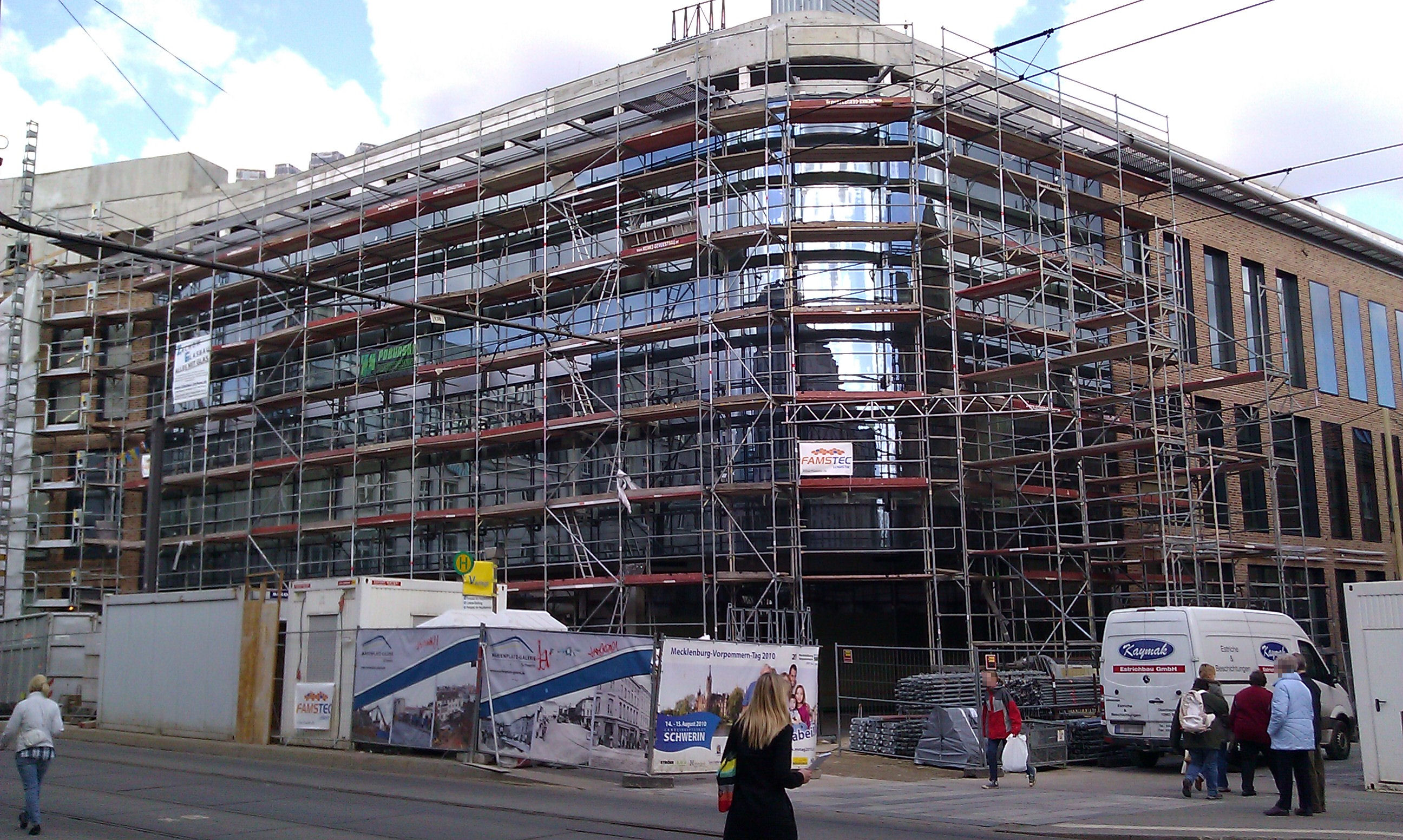
Bauarbeiten an der Marienplatz-Galerie (März 2011)

Bei archäologischen Untersuchungen im Zusammenhang mit dem Bau des Einkaufszentrums Marienplatz-Galerie stieß man im Frühjahr 2009 neben Gebrauchsgegenständen aus dem 18. und 19. Jahrhundert unerwartet auf einen aus einem ausgehöhlten Baumstamm gefertigten Brunnen mit aufgelegten Feldsteinen, der auf das 1. Jahrhundert n. Chr. datiert wird. Er weist auf eine dauerhafte Germanensiedlung zu dieser Zeit hin. Ferner wurden Feuersteine entdeckt, die etwa 1000–600 v. Chr. zur Fertigung von Werkzeugen wie Beilen und Meißeln gedient haben können.
Im 14. Jahrhundert lag die Gemarkung außerhalb der Stadtmauern in der Vorstadt und westlich des Fließgrabens, welcher Abfluss des Mühlenteichs (später Pfaffenteich) war, und einem weiteren mit diesem Graben verbundenen Wasserlauf. Die Altstadt war über Brücken durch das Schmiedetor oder das Mühlentor zu erreichen. Während des Dreißigjährigen Krieges entstand der Große Stadtgraben, der in den folgenden Jahrhunderten mehrfach verfüllt wurde.
An der Südseite des Platzes befand sich einst ein Armenhaus, nördlich davon, auf dem Gelände der heutigen Wurm-Passage, der Armenfriedhof. Ebenfalls an der Nordseite, an der Stelle der heutigen Deutsche-Bank-Filiale, hatte später die Ersparnisanstalt, ein Vorläufer der heutigen Sparkasse, eine Geschäftsstelle. Mitte des 19. Jahrhunderts eröffnete hier das Tabakwerk Brohn, das bis 1903 produzierte. Danach befand sich die Möbelhandlung und -fabrik Schultz an der Stelle. Nach dem Zweiten Weltkrieg wurden bis etwa 1990 erneut Tabakwaren produziert.
An der Westseite besteht bereits seit 1854 die Apotheke am Marienplatz, deren Gebäudefassade von Georg Adolf Demmler gestaltet wurde. Das Konzerthaus Flora brannte im Jahr 1909 bei einem Großfeuer ab, an seiner Stelle ließ der Unternehmer Johannes Dürkop 1910 durch den Lübecker Architekten Rudolf Wilcken die Stadthallen errichten, die sich mit zwei Sälen und einer Reihe von Klub- und Versammlungsräumen bald zu einem gesellschaftlichen Mittelpunkt der Stadt entwickelten. Nach Umbauten zu Beginn der 1920er Jahre u. a. durch den Architekten Willy Taebel entstanden in den späten 1920er Jahren ein Garagenkomplex (unter einem weiteren Saal), eine Autowerkstatt und eine Tankstelle. Das heutige Sparkassen-Gebäude an der Südostseite wurde nach einem Wettbewerb 1937 durch den Architekten Paul Fliether errichtet.
Bis nach Ende des Zweiten Weltkriegs war der Platz vor allem durch Hotels und Gaststätten geprägt. Dem 1996 abgebrochenen Haus des Hotels Lübecker Hof war das kleine Residenz-Kino angeschlossen. Das letzte der einst den Platz umrahmenden Fachwerkhäuser wurde 1984 abgerissen, zuvor wurde es als Blumenladen, Leitstelle des Nahverkehrs und Wartehalle genutzt. Die Stadthallen wurden von den sowjetischen Alliierten in Besitz genommen und waren fortan bis zum Abzug der Roten Armee im Jahr 1993 das Haus der Offiziere. Das Gebäude war sanierungsbedürftig und es entbrannte ein Streit über die Nachnutzung der Gebäude nach der Räumung der Stadthallen durch die Rote Armee. Am 25. Oktober 1996 beschloss die Schweriner Stadtvertretung auf Antrag der Stadtverwaltung den Abriss der Stadthallen am Marienplatz, und der Streit setzte sich fort über die Nachnutzung sowie – ebenso als Flächen für ein Einkaufszentrum (ECE), womit der nunmehr beschlossene und geplante Abriss der denkmalgeschützten Stadthallen erfolgte, aber absolut nicht zwingend notwendig gewesen war. Die damalige Landesministerin für Bau, Landesentwicklung und Umwelt, Bärbel Kleedehn, entschied trotzdem am 28. November 1996 auch auf – Abriss der Stadthallen – datiert dieses am 25. Januar 1997 in die Tat umgesetzt wurde und in der weiteren Folge wurde  das Schlossparkcenter mit Weiternutzung und Restaurierung einiger Fassaden errichtet. Bauliche Eingriffe gab es zeitgleich auf der Nordseite. Hier entstand ab 1997 ebenfalls unter teilweiser Verwendung von Fassaden und weiterer Altbausubstanz das sich selbst so bezeichnende Einkaufs-, Erlebnis- und Medienzentrum Der Wurm.
Als am 1. Dezember 1908 die elektrische Straßenbahn in Schwerin ihren Betrieb aufnahm, verkehrten alle drei Linien über den Marienplatz, und natürlich zeigte sich die Notwendigkeit, an der wichtigen Halte- und Umsteigestelle den Fahrgästen zum Schutz vor Witterungseinflüssen ein Wartehäuschen bzw. Warteräume zur Verfügung zu stellen. Auf der schon vorhandenen Verkehrsinsel auf der Platzmitte stand ehemals eine kleine Trinkhalle, ein Kiosk vom Typ Schweizerhäuschen mit einer an den Wänden mit Fliesen verkleideten unterirdischen Bedürfnisanstalt. Im oberirdischen geschlossenen Warteraum konnte mühelos die Ankunft der Straßenbahn beobachtet werden, und zusätzlich war eine öffentliche Fernsprechstelle eingerichtet worden. Das Gebäude wurde seinerzeit im Sommer 1909 errichtet und am 23. Dezember 1909 in Betrieb genommen. Die Baukosten beliefen sich auf 10.000 Mark. Im Oktober 1926 wurde von den Schweriner Stadtvertretern der Beschluss gefasst, noch im selben Jahr das Wartehäuschen abzureißen, den Platz mit einer großen Uhr zu versehen und den Marienplatz neu zu gestalten. Als Ausgleich für den Abriss der Bedürfnisanstalt entstand das neue Toilettengebäude am Totendamm, welches im Sommer 1927 fertiggestellt werden konnte. Entworfen wurde es von dem Architekten und Schweriner Stadtbaurat Andreas Hamann. Die geplanten Baukosten des neuen Toilettengebäudes wurden mit 18.000 RM veranschlagt, aber um 1.800 RM überschritten, weil an Stelle eines Putzbaues Klinkerbau zum Einsatz kam. Die einst für längere Zeit geschlossene Bedürfnisanstalt Schweriner Toilettengebäude am Totendamm wurde nach umfangreichem Umbau im Jahre 2011 wieder eröffnet. Ein größerer Straßenbahnunfall ereignete sich am 7. Oktober 1951, als ein vom Wittenburger Berg kommender Zug entgleiste und ungebremst in das Gebäude der Bäckerei Schewe raste. Zu Personenschäden kam es dabei jedoch nicht. Seither hat sich auf dem verkehrsreichen Marienplatz viel verändert, Kioske und überdachte Wartestände entstanden und wurden später wieder entfernt.
Im Jahr 2008 zog der Nahverkehr den Bau einer Umsteigeanlage in der Mitte des Platzes in Betracht, eine entsprechende überdachte Einrichtung existierte, wie auf alten Ansichtskarten zu sehen, bereits 1910. Gleichzeitig erwog man eine einheitliche Oberflächengestaltung der Gleisfläche. Die Stadt sah Diskussionsbedarf, verwies aber darauf, dass die neue Marienplatz-Galerie vorerst Vorrang habe.
Neuestes Projekt ist der Bau der Marienplatz-Galerie an der Ostseite des Platzes. Hier entstand ein weiteres Einkaufs- und Geschäftszentrum. Ursprünglich waren ein Hotel und insgesamt sieben Etagen geplant. Die Abrissarbeiten an den Marienhöfen begannen bereits im April 2008, als Termin für die Fertigstellung war der März 2010 vorgesehen. Letztes Hindernis stellte ein alter und denkmalgeschützter Fachwerk-Speicher in den Innenhöfen dar, für den Otto Ebnet, zu der Zeit Minister für Verkehr, Bau und Landesentwicklung des Landes Mecklenburg-Vorpommern, die Genehmigung zum Abriss gab. Eine Bürgerinitiative um Denkmalpflegerin Sabine Bock protestierte gegen den Rückbau, konnte ihn aber dennoch nicht verhindern. Zwischenzeitlich wurde in Betracht gezogen, das Gebäude nach einem Abbau in Wolgast wieder aufzubauen, wo 2006 der alte Kornspeicher am Hafen Opfer der Flammen wurde. Dies scheiterte jedoch unter anderem an den Ergebnissen zweier Gutachten, die ergaben, dass die Fachwerkbalken mit giftigen Holzschutzmitteln versetzt waren. Der Speicher wurde am 11. September 2008 abgerissen. Am 22. September 2008 wurde der Bau der Marienplatz-Galerie in einer Stadtvertretersitzung endgültig beschlossen. In der Diskussion war auch ein Umzug der Stadtbibliothek aus der Wismarschen Straße in das neue Center. Das alte, seit 1982 als Bibliothek genutzte Perzinahaus ist sanierungsbedürftig. Als positiven Nebeneffekt erhoffte man sich höhere Nutzerzahlen. Jedoch wurde im Dezember 2008 entschieden, dass die Stadtbibliothek nicht umziehen wird.
Die Marienplatz-Galerie wurde am 12. Mai 2011 eröffnet.

## Einkaufszentren

### Marienplatz-Galerie
Die Marienplatz-Galerie wurde nach dreijähriger Bauzeit im Mai 2011 eröffnet. Realisiert wurde es durch die Tenkhoff Properties Gruppe in Projektpartnerschaft mit der Generali Deutschland Immobilien GmbH und der AachenMünchener Versicherung AG. Auf vier Geschossen befinden sich über 40 Geschäfte mit zusammen etwa 15.000 m² Einzelhandelsfläche. Das zweite Untergeschoss dient als Tiefgarage mit 148 Stellplätzen, das dritte Obergeschoss bietet zirka 2700 m² Bürofläche.

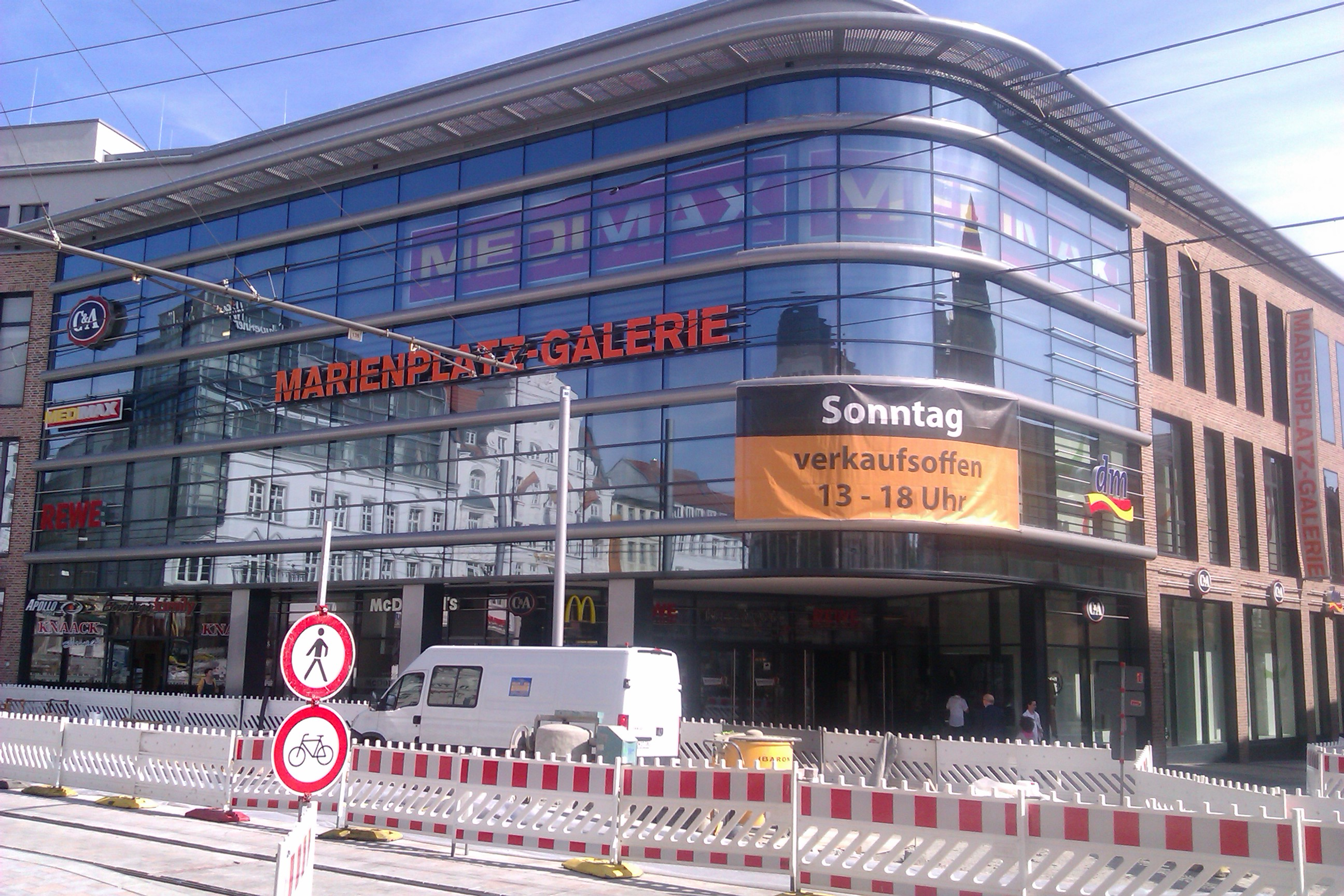
Glasfassade der Marienplatz-Galerie
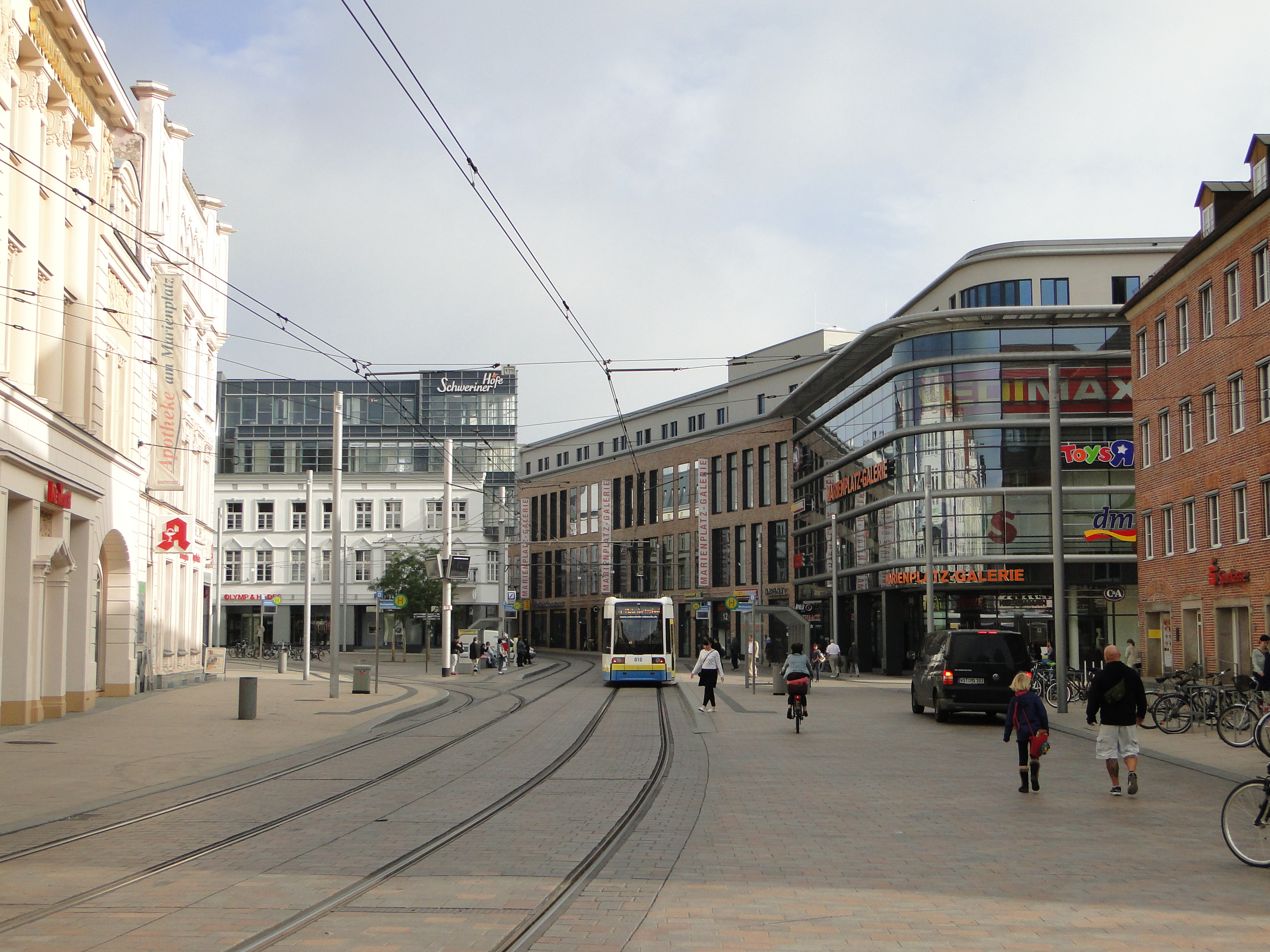
Blick zum Marienplatz mit der Marienplatz-Galerie rechts

### Schlossparkcenter
Das Schlossparkcenter wurde von 1997 bis 1998 für etwa 100 Millionen DM errichtet und am 23. September 1998 eröffnet. Eigentümer ist der City Center Immobilienfonds, ein geschlossener Immobilienfonds der DB Real Estate, welche zur Deutsche Bank Group gehört. Das Center untersteht dem Management der ECE Projektmanagement GmbH & Co. KG aus Hamburg. Auf drei Ebenen besitzt es mit etwa 120 Geschäften 20.000 m² Verkaufsfläche.
Das teils glasüberdachte, in die Innenstadtbebauung eingefügte Einkaufszentrum besitzt eine maximale Ausdehnung von etwa 270 mal 80 Metern, 28 Quer- und acht Längsachsen sowie eine durchgehende Stützenkonstruktion aus Stahlbeton. Zum Center gehört ein Parkhaus mit drei Ebenen und über 1000 Stellplätzen.

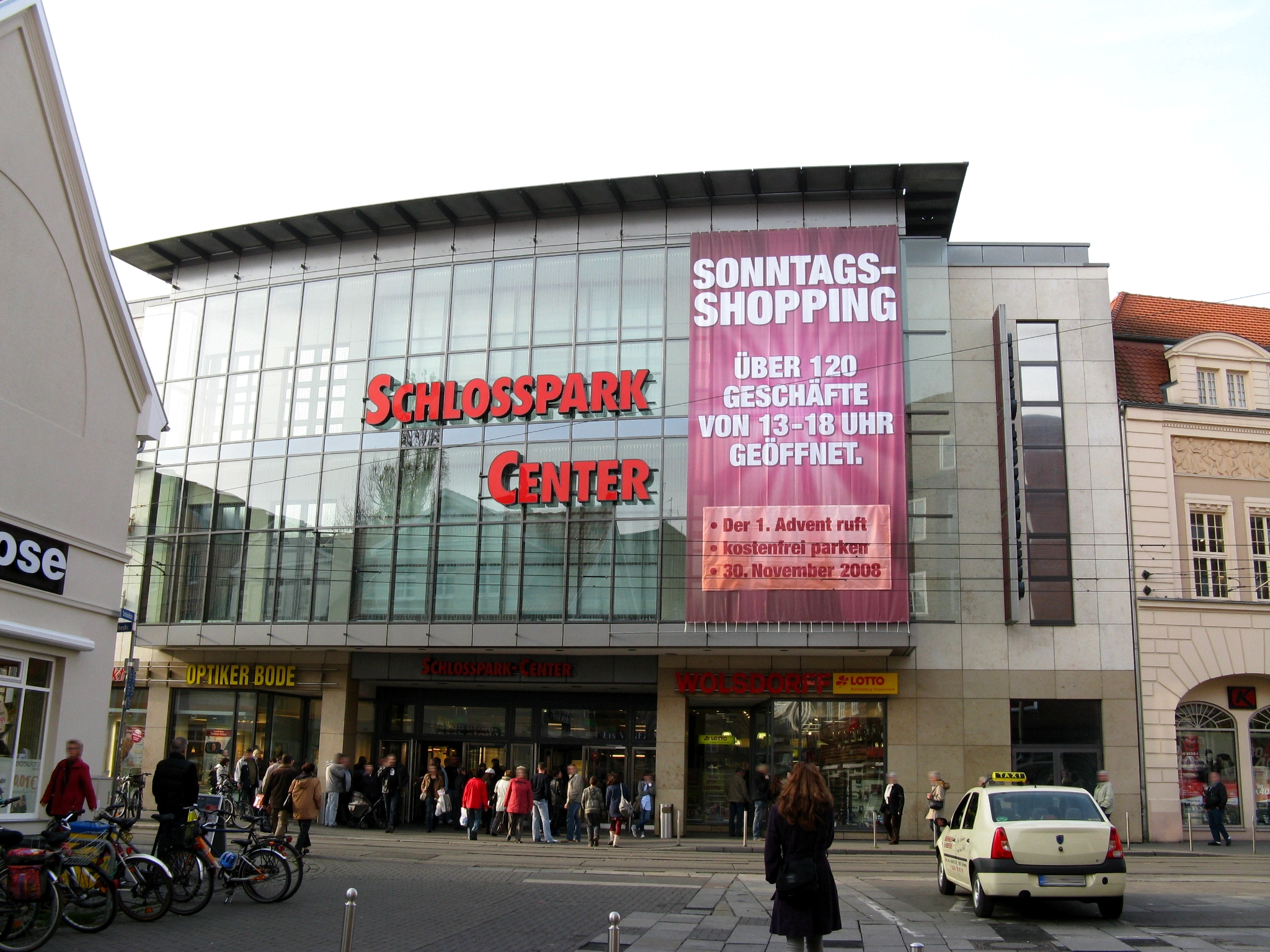
Glasfassade des Schlossparkcenters
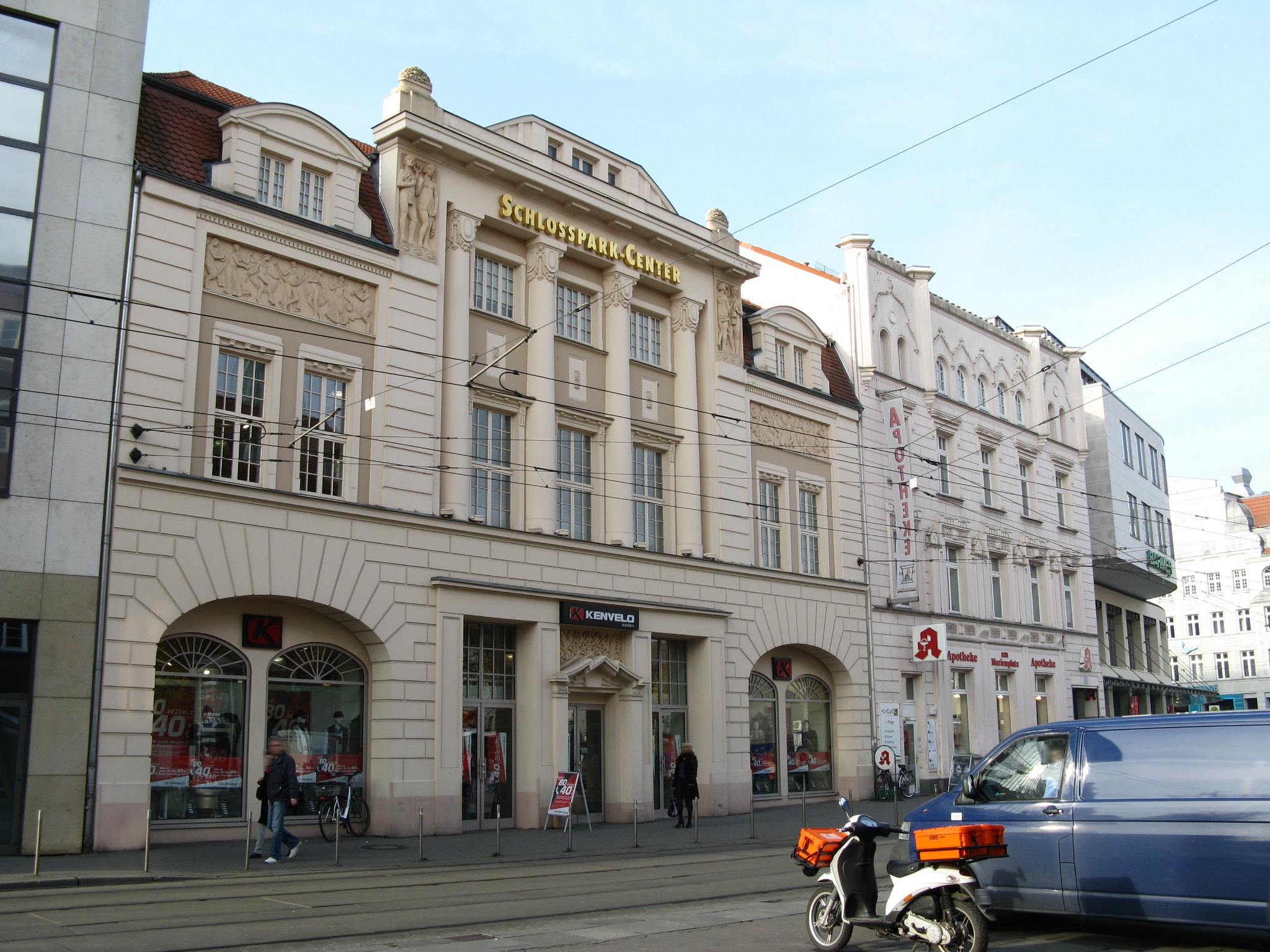
Restaurierte Fassaden des Schlossparkcenters und der Apotheke
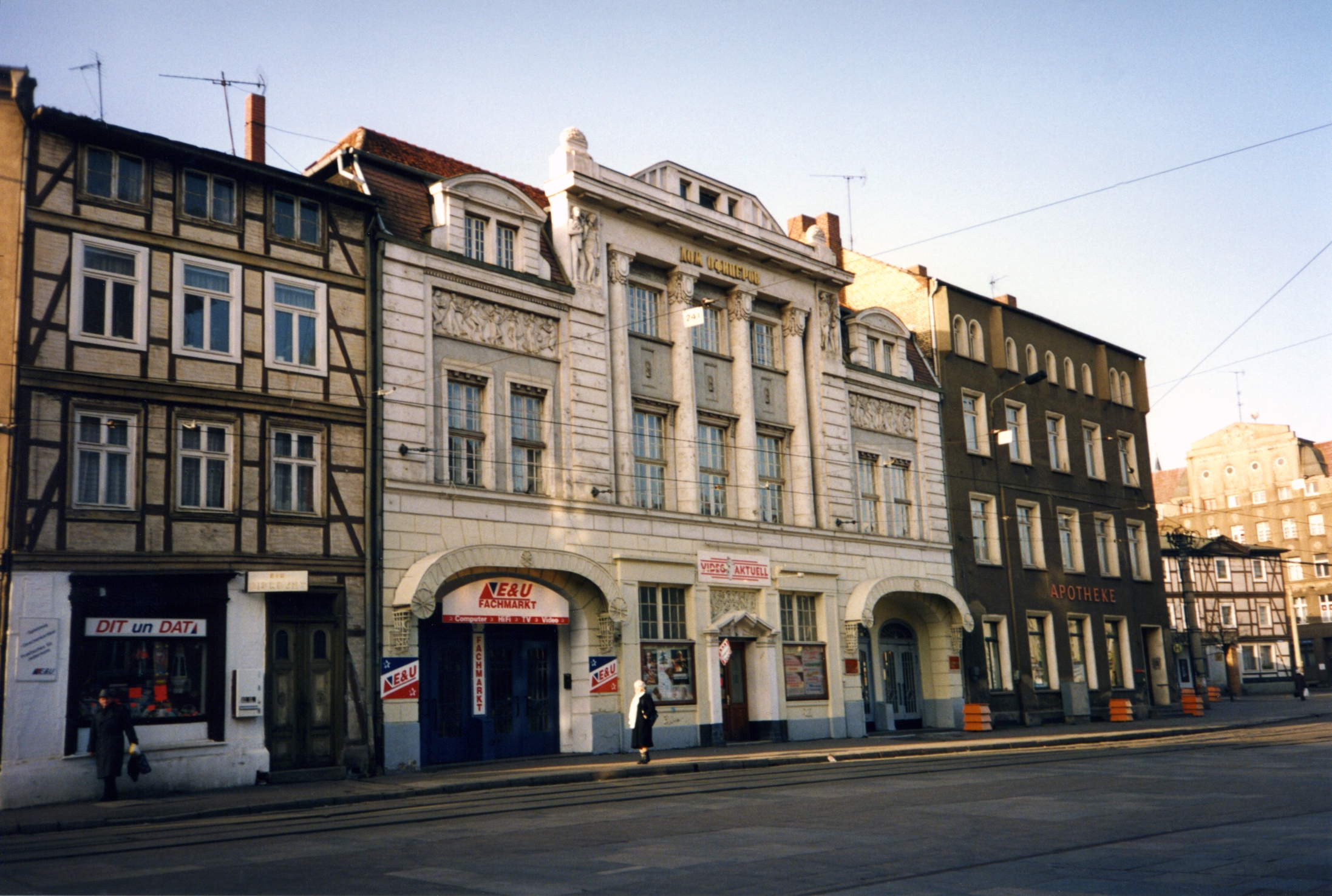
Häuser an der Westseite des Platzes (1990), heute Standort des Schlossparkcenters

### Schweriner Höfe
Dieses Geschäftszentrum wurde nach rund 18-monatiger Bauzeit am 7. Mai 1998 als Der Wurm eröffnet. Nur ein Teil des etwa 1,4 Hektar großen Areals grenzt im Süden an den Marienplatz. Es zieht sich nördlich bis zur Arsenalstraße hin. Der ungewöhnliche Name Wurm entstand in Anlehnung an den Klöresgang innerhalb des Centers, der sich von der Wismarschen Straße wie ein Wurmfortsatz in den Häuserblock hineinzog. Die Schweriner Höfe besitzen rund 27.000 m² Nutzfläche. Der Bau kostete etwa 120 Millionen DM. Die Errichtung eines Parkhauses, dessen Zufahrt sich in der Arsenalstraße befindet, wurde erst fünf Jahre nach der Eröffnung genehmigt. Im Jahr 2011 wurden Sanierungsarbeiten, unter anderem an den Fassaden durchgeführt. Gleichzeitig wurde das Geschäftszentrum in Schweriner Höfe umbenannt.

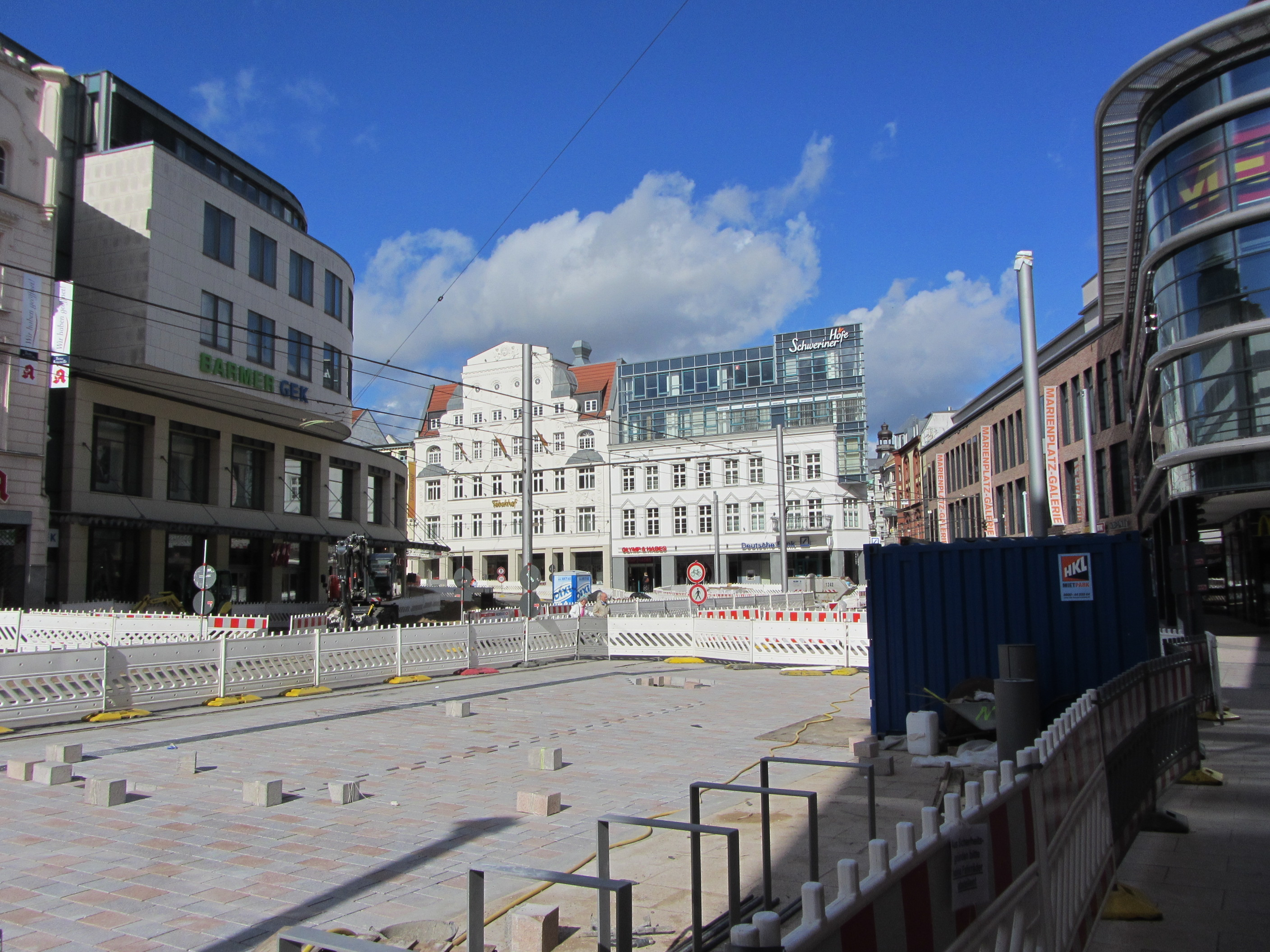
Links Schlossparkcenter, mittig Schweriner Höfe, rechts Marienplatz-Galerie
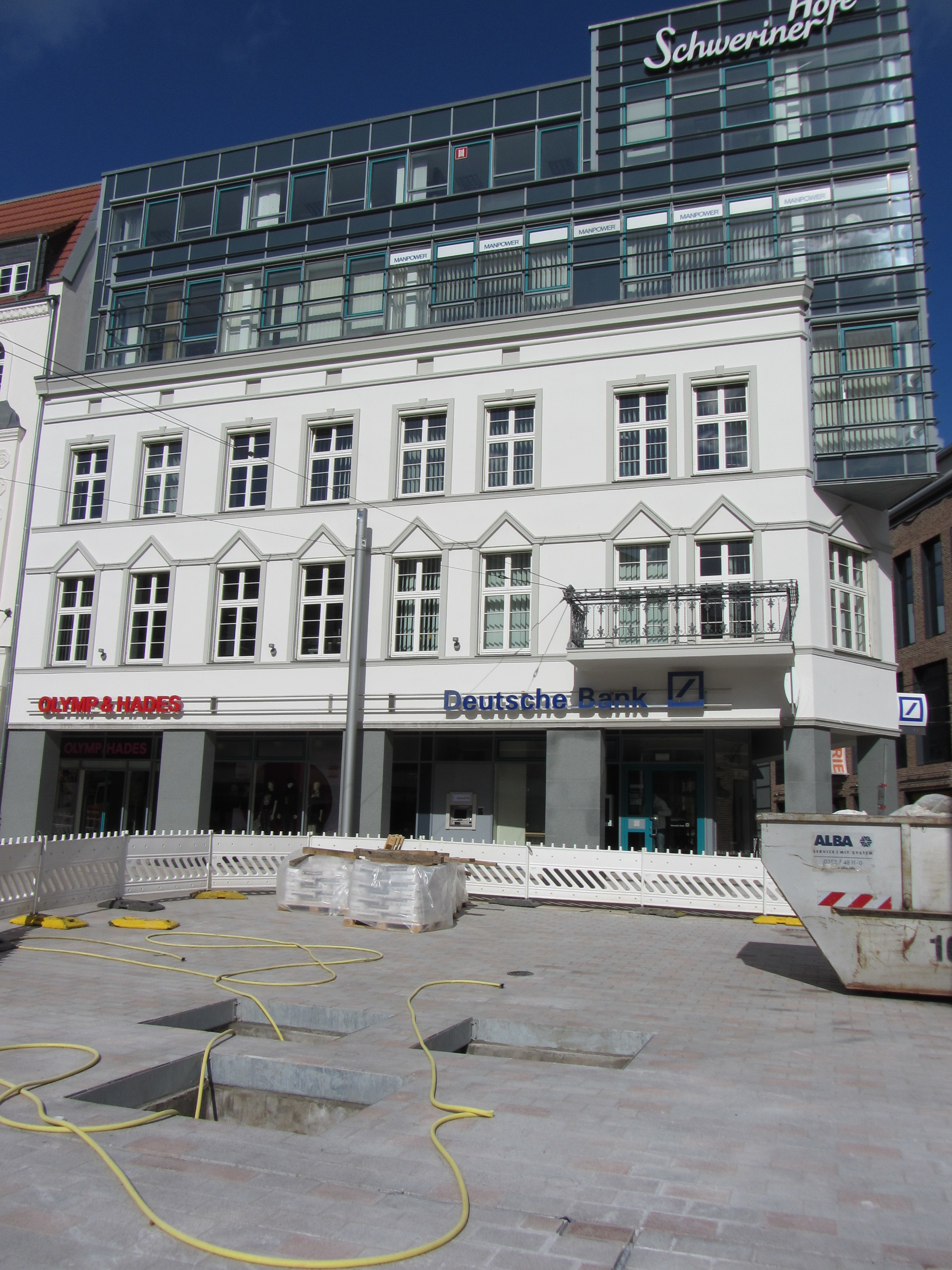
Eckbau der Schweriner Höfe (aufgestockter Altbau)
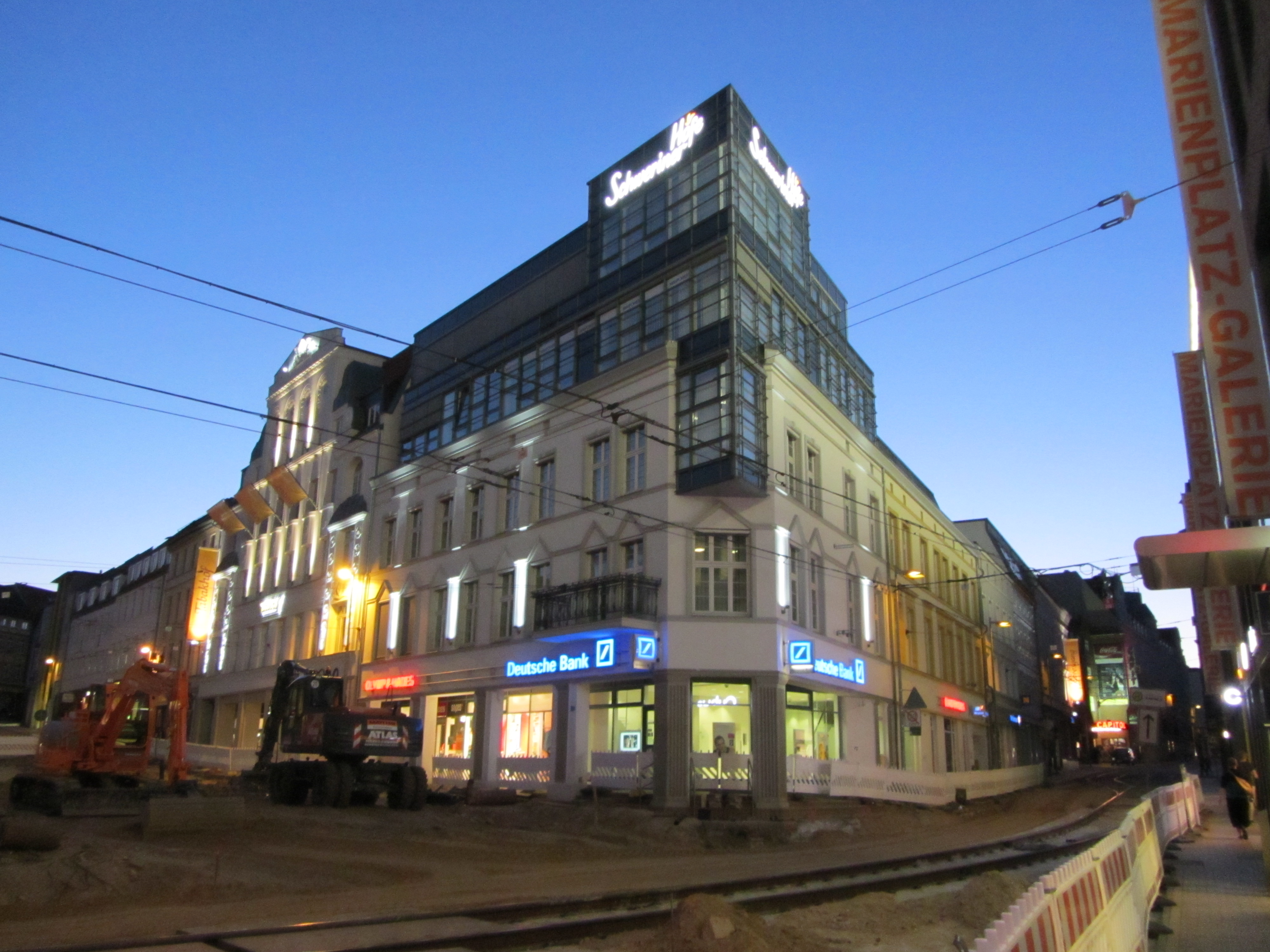
Schweriner Höfe bei Nacht